# Rashaya (district)
Rashaya is een district in het gouvernement Beka in Libanon. De hoofdstad is de gelijknamige stad Rashaya.
Rashaya heeft een oppervlakte van 485 km² en een bevolkingsaantal van 24.000.